# 加藤恒平
加藤恒平（1989年6月14日—），日本職業足球員，司職中場，現效力澳甲球隊澳科鄒北記，前日本國家足球隊成員。

## 俱樂部生涯
加藤恆平的足球生涯，起源于千叶市原青年队。不过，此后的他未能顺利走上职业球员之路，完成高中学业后升学进入立命馆大学。大学三年级那年，远赴阿根廷踢球，但是他未能如愿签下职业合约，之后辗转返回日本。
2012年，以练习生的身份加盟日乙球队町田泽维亚，加藤恒平终于成为一名正式的职业球员。但在29场日乙联赛之后，随着球队跌入JFL业余联赛。
2013年夏天，加藤恒平决定加盟蒙特内哥罗足球甲级联赛球队普列夫利亚，2014-15年帮助球隊登顶，入选球队最佳阵容。
此后辗转从波兰足球甲级联赛球队波德比斯基加盟保加利亚足球甲级联赛球队旧扎戈拉贝罗，他代表球队在联赛中出战39场入1球，在欧联预赛第二轮中打满了两场。
从鸟栖退团的前日本国脚加藤恒平（两年前哈利霍季奇在任时曾招入国家队但并未出场）加盟波乙（波兰第3级联赛）球队罗兹维泽夫，签约3个月到赛季结束，附加续约条款。
元日本代表加藤恒平加盟直布罗陀国家联赛圣约瑟夫。
2021年，加藤恒平决定加盟葡萄牙球队阿纳迪亚足球俱乐部。
2022年8月12日，FC琉球官宣效力于泰超清莱联的中场加藤恒平转会加盟球队。

## 國家隊生涯
2017年5月，加藤恒平入选国家队参加6月份两场2018年世界杯外围赛亚洲区12强赛的名单。

## 外部連結
- 90minut.pl网站上加藤恒平的资料（波兰語）
- ユーロプラスインターナショナル（契約エージェント）（页面存档备份，存于）
- 加藤恒平的X（前Twitter）